# Batalla d'Artaza
La batalla d'Ataza fou una de les batalles de la primera guerra carlina a Ameskoabarren, a la vall d'Ameskoa, a prop d'Estella (Navarra).

## Antecedents
La rebel·lió va esclatar després de la convocatòria de les Corts el 20 de juny de 1833 quan el pretendent don Carles, refugiat a Portugal es va negar a jurar lleialtat a Maria Cristina de Borbó-Dues Sicílies i l'1 d'octubre, recolzat per Miquel I de Portugal va reclamar el seu dret al tron. La revolta no va tenir el suport de l'exèrcit i la guerra començà el 6 d'octubre quan el general Santos Ladron de Cegama va prendre Logronyo, passant a Navarra per unir-se amb els revoltats, sent capturat a la batalla de Los Arcos i afusellat als pocs dies. A Catalunya, la rebel·lió de Josep Galceran a Prats de Lluçanès el 5 d'octubre va ser sufocada pel capità general Llauder.
La presència carlina quedà afeblida amb la campanya del liberal Pedro Sarsfield i Tomás de Zumalacárregui va assumir la direcció dels contingents navarresos el 15 de novembre, i dels bascos tres setmanes després, reactivant la rebel·lió al nord, organitzant l'exèrcit carlí, va capturar la Real Fábrica de Armas de Orbaiceta, provocant la substitució del general Valdés per Vicente Genaro de Quesada, qui va començar les represalies.
L'exèrcit liberal de José Ramón Rodil va tractar de destruir l'exèrcit de Zumalacárregui i arrestar Carles Maria Isidre de Borbó però després d'una desastrosa campanya es va veure obligat a renunciar al comandament per Manuel Lorenzo. Les tropes isabelines de Navarra no van ser capaces de contenir l'exèrcit de Zumalacárregui, que va capturar un comboi d'armes que anava de Burgos a Logronyo pel camí real.
Els isabelins perderen dos mil homes a l'acció de Dulantzi i l'acció d'Etxabarri, dels quals molts acabarien en les files carlines. Les comunicacions amb Bilbao, Sant Sebastià i Pamplona quedaren tallades, però foren derrotats a les batalles de Mendaza i Arquijas Sense poder destruir l'exèrcit liberal, la temptativa sobre Madrid quedà avortada i Jerónimo Valdés es va decidir a atacar Tomás de Zumalacárregui al seu reducte de la vall d'Amescoas amb 21.000 homes, la major mobilització de tropes cristines des de l'inici del conflicte.

## Batalla
Els liberals van atacar el 18 d'abril la vall d'Amescoa des d'Àlaba en un moviment de pinça, amb una columna liderada per Jerónimo Valdés i una altra per Luis Fernández de Córdova, però Tomás de Zumalacárregui, amb inferioritat numèrica, tenia l'avantatge de conèixer el terreny i aplicar tàctiques de guerrilla, i els liberals van patir moltes desercions per la gana i el mal equipament, sent assetjats de dia i de nit les tropes liberals fins que el 22 d'abril es van retirar en desordre a les muntanyes o a Estella, que van ocupar breument.

## Conseqüències
Edward Granville Eliot va arribar el 25 d'abril a la vall de La Berrueza on s'havia retirat Tomás de Zumalacárregui des d'Amescoas i va aconseguir que els dos bàndols signessin el Conveni d'Eliot.
Després del desastre d'Artaza, Jerónimo Valdés es va retirar a la riba sud de l'Ebre, ordenant l'evacuació de les guarnicions isabelines entre Logronyo, Vitoria i Pamplona i la frontera francesa, obrint el camí a Zumalacárregui per conquerir el País Basc, ocupant Guipúscoa en poques setmanes tret de Sant Sebastià i Hondarribia, aconseguint nombroses peces d'artilleria, ocupant Eibar i el 2 de juny a la batalla de Descarga va derrotar Espartero quan s'acostava per atacar-lo, i el 10 va començar el setge de Bilbao.